# Steen Steensen Blicher
Steen Steensen Blicher (11 tháng 1 năm 1899 - 1 tháng 8 năm 1965) là một cố cầu thủ bóng đá người Đan Mạch chơi ở vị trí hậu vệ.

## Sự nghiệp
Sinh ra ở Copenhagen, Blicher chơi bóng cho câu lạc bộ Kjøbenhavns Boldklub, giành chức vô địch Đan Mạch vào các năm 1917, 1918, 1922 và 1925. Ông ra mắt đội tuyển quốc gia vào tháng 10 năm 1918 và đã thi đấu cùng đội tuyển tại Thế vận hội mùa hè 1920.
Giải nghệ vào tháng 6 năm 1929, ông đã chơi tổng cộng 27 trận và ghi 5 bàn thắng cho Đội tuyển quốc gia. 
Blicher mất ngày 1 tháng 8 năm 1965, khi đang sống tại Frederiksberg, Copenhagen.

## Gia đình
Ông là cha của cầu thủ bóng đá người Đan Mạch Steen Blicher.